# Уянкуль
Уянку́ль (рос. Уянкуль, башк. Өйәңкеле) — присілок у складі Нурімановського району Башкортостану, Росія. Входить до складу Новокулевської сільської ради.
Населення — 19 осіб (2010; 30 у 2002).
Національний склад:
- башкири — 90 %